# استیون میچل
استیون میچل (انگلیسی: Stephen Mitchell؛ زادهٔ ۱ ژانویهٔ ۱۹۴۳) نویسنده، شاعر، مترجم، و دانشمند اهل ایالات متحده آمریکا است. او بیشتر به خاطر ترجمه‌ها و اقتباس‌هایش از آثاری از جمله دائو ده جینگ، حماسه گیلگمش، آثار راینر ماریا ریلکه و متون مسیحی شناخته شده‌است.

## آثار
- توحید بین مسیحیان و پاگان‌ها در اواخر دوران باستان (مطالعات بین رشته ای در فرهنگ و دین باستان)[۱]